# Effet Poynting-Robertson
 (janvier 2020).
Si vous disposez d'ouvrages ou d'articles de référence ou si vous connaissez des sites web de qualité traitant du thème abordé ici, merci de compléter l'article en donnant les références utiles à sa vérifiabilité et en les liant à la section « Notes et références ».
L'effet Poynting-Robertson, nommé d'après John Henry Poynting et Howard Percy Robertson, est un processus par lequel le rayonnement solaire provoque la descente en spirale des particules de poussière dans un système solaire. L'effet est dû au fait que le mouvement orbital des grains de poussières provoque un léger décalage de la pression radiale du rayonnement solaire, ce qui diminue le moment cinétique orbital. L'effet peut être interprété de deux manières, selon le référentiel choisi.

## Description

Rayonnement du Soleil (S) et rayonnement thermique d'une particule vues (a) d'un observateur se déplaçant avec la particule et (b) d'un observateur au repos par rapport au Soleil.

Du point de vue du grain de poussière, le rayonnement du Soleil apparait comme légèrement avancé par rapport à la ligne directe vers le centre de son orbite parce que la poussière se déplace perpendiculairement à la propagation de la lumière. Cet angle d'aberration est extrêmement petit parce que le rayonnement se déplace à la vitesse de la lumière et que le mouvement du grain de poussière est plus lent de plusieurs ordres de grandeur.
Du point de vue du système solaire dans son ensemble, le grain de poussière absorbe la lumière du Soleil venant d'une direction parfaitement radiale. Cependant, le déplacement du grain de poussière par rapport au Soleil fait que la ré-émission de l'énergie est inégalement distribuée (plus vers l'avant que vers l'arrière), ce qui provoque un changement équivalent du moment angulaire (un peu comme le recul d'une arme à feu).
La force de Poynting-Robertson est égale à :
{\displaystyle F_{PR}={\frac {Wv}{c^{2}}}={\frac {r^{2}}{4c^{2}}}{\sqrt {\frac {GM_{s}L_{s}^{2}}{R^{5}}}}}
Où {\displaystyle W} est la puissance irradiée par la particule (égale au rayonnement incident), {\displaystyle v} est la vitesse de la particule, {\displaystyle c} est la vitesse de la lumière, {\displaystyle r} est le rayon de l'objet, {\displaystyle G} est la constante de gravitation universelle, {\displaystyle M_{s}} est la masse du Soleil, {\displaystyle L_{s}} est la luminosité solaire et {\displaystyle R} est le rayon orbital de l'objet.
Puisque la force gravitationnelle évolue avec le cube du rayon de l'objet (puisqu'elle est une fonction de sa masse, donc de son volume) alors que la puissance qu'il reçoit et irradie évolue comme le carré de ce même rayon (étant une fonction de sa surface), l'effet Poyting-Robertson est plus prononcé pour les petits objets. De même, puisque la gravité du Soleil varie en un sur {\displaystyle R^{2}} alors que la force de Poynting-Robertson varie en un sur {\displaystyle R^{2.5}}, cette dernière devient plus forte à mesure que l'objet s'approche du Soleil, ce qui tend à réduire l'excentricité de l'orbite de l'objet en plus de le tirer vers l'étoile.
Ainsi les particules de poussières de quelques micromètres ont besoin de quelques milliers d'années pour passer d'une distance d'une UA à une distance à laquelle elles s'évaporent, en s'approchant à quelques millions de km du Soleil.
Il y a une taille critique en dessous de laquelle les petits objets sont tellement affectés par la pression de rayonnement que cette dernière annule complètement la gravitation du Soleil. Dans le système solaire, cette taille est d'environ 0,1 micromètre de diamètre. Si les particules sont déjà en mouvement à leur création, la pression de rayonnement n'a pas besoin d'annuler complètement la gravitation pour éjecter les particules en dehors du système solaire, donc la taille critique est un peu plus grande. L'effet Poynting-Robertson affecte toujours ces petites particules, mais elles seront soufflées à l'extérieur du système par la lumière du Soleil avant que la force de Poynting-Robertson ne provoque de changement significatif dans leur mouvement.
En 1903, Poynting a mis en évidence cette force dans le cadre de la théorie de l'éther, qui était alors le modèle dominant de la propagation de la lumière. Robertson est celui qui refit la démonstration en 1937 dans un cadre relativiste et confirma les résultats.